# 류수빈
류수빈(중국어 정체자: 劉書彬, 병음: Líu Shūbīn, 한자음: 유서빈, 1968년 5월 30일 ~ )은 타이완의 정치인, 제11대 입법위원이다. 